# Liste der Monuments historiques in Auxey-Duresses
Die Liste der Monuments historiques in Auxey-Duresses führt die Monuments historiques in der französischen Gemeinde Auxey-Duresses auf.

## Liste der Immobilien
| Bezeichnung                          | Beschreibung                                | Standort                             | Kennzeichnung | Schutzstatus | Datum | Bild           |
| ------------------------------------ | ------------------------------------------- | ------------------------------------ | ------------- | ------------ | ----- | -------------- |
| Friedhofskapelle Notre-Dame-de-Pitié | aus der zweiten Hälfte des 15. Jahrhunderts | Rue du Dessous (Lage)                | PA00112077    | Inscrit      | 1927  | weitere Bilder |
| Friedhofskreuz                       | Stein                                       | Rue du Dessous (Lage)                | PA00112078    | Classé       | 1925  |                |
| Kirche St-Martin                     | ab dem 14. Jahrhundert                      | Place de l’Eglise (Lage)             | PA00112079    | Inscrit      | 1927  | weitere Bilder |
| Kirche St-Symphorien                 | ab dem 12. Jahrhundert                      | Petit Auxey, rue du Cimetière (Lage) | PA00112080    | Inscrit      | 1979  | weitere Bilder |

## Liste der Objekte
| Bezeichnung                                                       | Beschreibung                                                        | Standort                                           | Kennzeichnung | Schutzstatus   | Datum | Bild           |
| ----------------------------------------------------------------- | ------------------------------------------------------------------- | -------------------------------------------------- | ------------- | -------------- | ----- | -------------- |
| Marientriptychon                                                  | Ölfarbe auf Holz, erste Hälfte des 16. Jahrhunderts                 | in der Kirche St-Martin (Lage)                     | PM21000119    | Classé         | 1903  | weitere Bilder |
| Gemälde Leichnam Christi                                          | Ölfarbe auf Leinwand, Mitte des 17. Jahrhunderts, von Isaac Moillon | in der Kirche St-Martin (Lage)                     | PM21000120    | Classé         | 1955  |                |
| Gemälde Heiliger Hyacinthus                                       | Ölfarbe auf Leinwand, erste Hälfte des 17. Jahrhunderts             | in der Kirche St-Martin (Lage)                     | PM21000121    | Classé         | 1988  |                |
| Gemälde Heilige Katharina von Siena                               | Ölfarbe auf Leinwand, 17. Jahrhundert                               | in der Kirche St-Martin (Lage)                     | PM21000122    | Classé         | 1988  |                |
| Gemälde Die Ohnmacht der heiligen Theresa von Avila               | Ölfarbe auf Leinwand, um 1700                                       | in der Kirche St-Martin (Lage)                     | PM21000123    | Inscrit        | 1988  |                |
| Gemälde Heilige Theresa von Avila und heiliger Johannes vom Kreuz | Ölfarbe auf Leinwand, um 1700                                       | in der Kirche St-Martin (Lage)                     | PM21000124    | Classé Inscrit | 1988  |                |
| Grabstein                                                         | Fragment; Stein, 16. Jahrhundert                                    | in der Friedhofskapelle Notre-Dame-de-Pitié (Lage) | PM21003778    | Inscrit        | 1981  |                |
| Relief Johannes der Täufer                                        | Holz, 17. oder 18. Jahrhundert                                      | in der Kirche St-Symphorien (Lage)                 | PM21003765    | Inscrit        | 1981  |                |
| Relief einer Märtyrerin                                           | Holz, 17. oder 18. Jahrhundert                                      | in der Kirche St-Symphorien (Lage)                 | PM21003766    | Inscrit        | 1981  |                |
| Skulptur Madonna mit Kind                                         | Stein, Ende des 15. Jahrhunderts                                    | in der Kirche St-Symphorien (Lage)                 | PM21003767    | Inscrit        | 1981  |                |
| Skulptur Christus in der Rast                                     | Stein, um 1500                                                      | in der Kirche St-Symphorien (Lage)                 | PM21003768    | Inscrit        | 1981  |                |
| Skulptur Heiliger Symphorianus                                    | Stein, 16. Jahrhundert                                              | in der Kirche St-Symphorien (Lage)                 | PM21003769    | Inscrit        | 1981  |                |
| Gemälde Pietà mit zwei Engeln                                     | Ölfarbe auf Leinwand, 17. Jahrhundert, nach Andrea del Sarto        | in der Kirche St-Martin (Lage)                     | PM21003770    | Inscrit        | 1981  |                |
| Gemälde Der heilige Martin heilt einen Leprakranken               | Ölfarbe auf Leinwand, um 1700                                       | in der Kirche St-Martin (Lage)                     | PM21003771    | Inscrit        | 1981  |                |
| Gemälde Die heilige Familie mit dem Johannesknaben                | Ölfarbe auf Leinwand, 17. Jahrhundert                               | in der Kirche St-Martin (Lage)                     | PM21003772    | Inscrit        | 1981  |                |
| Gemälde Moses schlägt den Felsen                                  | Ölfarbe auf Leinwand, 17. Jahrhundert                               | in der Kirche St-Martin (Lage)                     | PM21003773    | Inscrit        | 1981  |                |
| Gemälde Haupt des Täufers                                         | Ölfarbe auf Leinwand, 17. Jahrhundert; nach Andrea Solari           | in der Kirche St-Martin (Lage)                     | PM21003774    | Inscrit        | 1981  |                |
| Pietà                                                             | Gips, farbig gefasst, 16. oder 17. Jahrhundert                      | in der Kirche St-Martin (Lage)                     | PM21003775    | Inscrit        | 1981  |                |
| Prozessionslaterne                                                | Kupfer, 19. Jahrhundert                                             | in der Kirche St-Martin (Lage)                     | PM21003776    | Inscrit        | 1981  |                |
| Weiße Pluviale                                                    | Seide, bestickt, erste Hälfte des 19. Jahrhunderts                  | in der Kirche St-Martin (Lage)                     | PM21003777    | Inscrit        | 1981  |                |
| Gemälde Salvator mundi                                            | Ölfarbe auf Leinwand, Anfang des 17. Jahrhunderts                   | in der Kirche St-Martin (Lage)                     | PM21003820    | Inscrit        | 1985  |                |
| Gemälde Mariä Verkündigung                                        | Ölfarbe auf Leinwand, um 1700                                       | in der Kirche St-Martin (Lage)                     | PM21003821    | Inscrit        | 1985  |                |